# タイムツイスト 歴史のかたすみで…
『タイムツイスト 歴史のかたすみで…』（タイムツイスト れきしのかたすみで）は、パックスソフトニカと任天堂情報開発本部がファミリーコンピュータ ディスクシステム専用のゲームソフトとして共同開発し、1991年に任天堂が日本で発売したアドベンチャーゲームである。前編と後編に分けられ、パッケージ版はいずれも1991年7月26日に発売された。日本国外では未発売。

## 概要
ファミリーコンピュータの後継機スーパーファミコンがすでに発売された時期に、新作ソフトの減少したディスクシステム用ソフトとして供給された。この後に発売されたディスクシステム用ソフトは全てディスクライターによる書き換え販売のみとなったため、本作は任天堂発売作品を含めたすべてのディスクシステム用ソフトで最後にパッケージ販売が行われたソフトとなった。ディスクライターの店頭撤去後、書き換え販売は任天堂営業所により継続されたが、本作は書き換えサービス全面終了の2003年9月より前に販売が打ち切られた。
広報活動は雑誌広告や店頭配布のチラシに留められ、これらの広告では『ふぁみこんむかし話 新・鬼ヶ島』『ふぁみこんむかし話 遊遊記』のスタッフによる新作アドベンチャーゲームとして紹介された。前作『遊遊記』において原作・脚本を手がけた照井啓司は、本作では脚本と監督を兼任した。

## ゲーム内容
主人公の少年の行動を画面に複数表示される命令文から選択し、物語を進めるコマンド選択式のアドベンチャーゲームである。物語中において少年は「おれ」と自称するが名前は一切明らかにせず、他のアドベンチャーゲームやコンピュータRPGに見られる名前入力の機会は与えられない。少年はある出来事をきっかけに肉体と精神を分離させられ、他の人間や動物に乗り移り行動する能力を得る。彼は自分の体を取り戻すため、タイムワープした先々で悪事を働く悪魔やその手先となった人間たちの企みを他人や動物の姿、さらには精神体のままで阻止・解決へ導く。
物語の題材は実際の歴史とされた。本筋では舞台となる各時代ごとに宗教・戦争・人種差別にまつわる話を絡ませシリアスに展開されるが、部分的には皮肉を交える、笑いを狙うなどの演出もされた。ゲーム中にはロジックパズルや数学パズル、歴史に関するクイズなどのミニゲームが挿入され、これらを解かないと物語を進めることはできない。このような傾向から対象となる年齢はやや高めとなるが、ゲームオーバーはない。コマンド選択に失敗した場合は正しいコマンドを選択するまで話が進まないか、少し前のシーンに戻されやり直しとなるだけである。
ゲーム内の文章は外国の人物名や地名、外来語などもすべて平仮名とアラビア数字で表記され、片仮名と漢字はタイトル画面のロゴとスタッフロールのみでしか使用されていない。コマンドの選択後、その結果を表す文章はすべて少年の一人称で語られる。コマンドには前2作の特徴であった「ひとかえる」はないが、画面内に表示された主人公を十字キーで直接操作し移動させる「あるく」が新たに追加された。

### 主要コマンド
| コマンド | 解説                                                                    |
| -------- | ----------------------------------------------------------------------- |
| いどう   | 他の場所へ移動する。                                                    |
| あるく   | 主人公を十字キーで移動させる。                                          |
| みる     | 対象物を見る。                                                          |
| はなす   | 会話する。                                                              |
| きく     | 話や周囲の音を聞く。                                                    |
| つかう   | 持ち物などを使う。                                                      |
| とる     | 対象物を入手する。                                                      |
| でーた   | 現在の時代・場所・人物を確認する。                                      |
| せーぶ   | 進行状況をディスクカードへ記録する。 スタートボタンを押すと表示される。 |

## 設定
このゲームの物語は実際の歴史を主題とするが、史実を厳密に考証・再現したものではなく、タイムワープでのSF要素、悪魔の登場や神々との会話をはじめとしたファンタジー要素によるアレンジが加えられている。

### 物語の舞台と登場人物
以下の年代、人物、時代背景等はすべてゲーム内での設定となる。物語中においてジャンヌ・ダルク、アレクサンダー大王、リンカーン、イエス・キリストは神から世の混乱を鎮める使命を授けられた「神の子」とされた。
| ディスク | 時代 （西暦）   | 国・場所                             | 時代背景と出来事                                             | 物語に登場する歴史上の人物                 | 物語の重要アイテム |
| 前編     | 1995年          | 日本・東京                           | 世紀末への不安から占いが大流行                               | （なし）                                   | 悪魔の肖像画       |
| 前編     | 1428年          | フランスの城下町                     | 教会の主導で異端者に対する魔女狩りが行われる                 | ジャンヌ・ダルク                           | サバトの箱         |
| 前編     | 1944年          | ドイツ南部・捕虜収容所               | 第二次世界大戦、ナチス・ドイツのヨーロッパ侵略とユダヤ人迫害 | ヒトラー                                   | ジプシーの守り札   |
| 後編     | 紀元前4世紀ごろ | 古代ギリシア・アテネ                 | マケドニア王国の勢力拡大                                     | 幼年期のアレクサンダー大王、アリストテレス | いましめの鈴       |
| 後編     | 1864年          | アメリカ合衆国・アトランタの綿花農場 | 南北戦争、奴隷解放宣言                                       | リンカーン                                 | 悪魔の手           |
| 後編     | 紀元前4年ごろ   | イスラエル・ナザレとベツレヘム       | 受胎告知、キリストの降誕、マギの礼拝                         | マリアとヨセフ、イエス・キリスト           | 魔封じの壺         |
| 後編     | 1995年          | 日本・東京                           | 第二次世界大戦の核戦争により崩壊した世界                     | （なし）                                   | 悪魔の肖像画       |

### 展示品と肖像画
舞台となる各時代には物語に強く関わる重要なアイテムが登場し、物語の進行とともにその謎が明らかにされる。悪魔の肖像画を除く5つの品々は悪魔博物館の館主により買い集められ、1995年の世界では博物館の展示品とされた。説明書には立体モデルで作成された展示品の写真が掲載されている。
悪魔の肖像画
悪魔博物館の館主が世界各地の伝承を元に描いた悪魔の絵。未完のため悪魔博物館には展示されておらず、館主が自宅に飾っている。しかしそこに描かれた悪魔の姿は主人公の少年そのものだった。
サバトの箱
不気味な装飾の施された重重しい箱。魔女がサバトの集会で使ったとされる。悪魔と契約を交わした司教がその契約書を隠した。
ジプシーの守り札
ペンダント状の古いお守り。星をかたどった金属製のプレートに魔除けの呪文が刻まれている。アメリカ軍人のクーガーが捕虜仲間から譲り受けた。
いましめの鈴
持ち手の付いた小さなハンドベル。悪魔を退ける聖なる音色を放ち、ファラオが魔除けに使ったと伝えられる。アテネの医者ニクラスがスパルタの兵士から治療の礼として受け取った。
悪魔の手
醜く鋭い爪を持つ悪魔の手をかたどった像。悪魔崇拝者らが信仰の対象とし祀った。
魔封じの壺
美しい装飾が施された水滴形の壺。生まれたばかりのイエスの元を訪れた東方の三博士がイエスへの贈り物とした。成人したイエスは悪魔をこの壺へ封じ込めた。

### あらすじ
人々の間で世紀末への不安が高まる1995年、9月25日の東京。主人公の少年は双方向テレビの占いサービスで見た「郊外の博物館で異性との出会いのチャンスあり」との予言を確かめるため「悪魔博物館」へやって来た。占いの通り、博物館の中で同じくらいの年頃の少女に出会う。
お互いによい雰囲気となり、自己紹介を始めようとしたところで突如地震が発生する。思わず抱き合う2人だが地震は一向に収まらない。そこで動揺した少年は占いで知った「異性を射止める言葉」を厄払いのおまじないとして叫ぶ。しかしこの言葉は悪魔を解放するための呪文だった。実は博物館の展示品「魔封じの壺」に封じ込められていた悪魔が占い番組をテレパシーで乗っ取り、少年にこの呪文を唱えさせようと仕組んでいたのだ。
壺から解放された悪魔は少年の若い肉体を奪い、さらにマスコミの取材から逃れ博物館近所の別荘に隠居していた物理学者のシモンからは、彼がひそかに開発していた携帯型タイムマシン「タイムベルト」を奪った。体を強引に交換させられ朽ちた悪魔の姿となった少年は自分の体を取り戻すため後を追うが、悪魔崇拝者と契約し歴史改変を企む悪魔とともに過去の世界へタイムワープしてしまう。
少年は悪魔の姿のまま1428年のフランス、ガラス職人の工房へタイムワープする。体は炎に焼かれ燃え尽きるが死んで昇天することはなく、気絶したガラス職人の体に憑依して行動できるようになり、また体から抜け出し意識のない他者に憑依できることも知る。この能力で錠前屋に憑依し修道士に変装の上刑務所へ潜入、魔女狩りを主導する司祭の悪魔契約書を群衆の面前で暴露、魔女として処刑される寸前のジャンヌ・ダルクを救出する。
少年はこの後も1944年のドイツでは捕虜のアメリカ軍人、紀元前4世紀ごろのアテネでは医者、1864年のアメリカ合衆国では元奴隷の黒人少年と、意図せずタイムワープし他人に乗り移った状態で目覚めるものの、各時代で「神の子」を葬ろうとする悪魔や契約者らの野望を阻止する。
さらに少年は紀元前4年ころのナザレにタイムワープするが、人間ではなくヨセフの飼いロバ「カシム」となっていた。お告げにより神の子を妊娠したというマリアと彼女の不貞を疑うヨセフのよりを戻し、戸籍の確認・登録のためベツレヘムへ向かう2人の旅の足として同行、宿泊した馬小屋にてマリアは赤子を産む。直後にカスパルら東方の三博士が訪れ神の子の誕生を祝福する。さらに少年の体を持つ悪魔も天使と偽り登場、祝福のためと赤子を差し出すよう指示するが素性を疑うマリアは拒絶、三博士らに正体を見抜かれた悪魔は少年の体から抜け魔封じの壺へ封印される。
自分の体を取り戻した少年はタイムベルトで元の時代に帰還するものの東京は廃墟と化しており、地下シェルターの遺留品から第二次世界大戦が30年以上続いた末に核戦争が起こり世界が壊滅したこと、壺へ封じたと思っていた悪魔が赤子に憑依していたことを知る。少年は再度ベツレヘムの馬小屋へタイムワープし悪魔を壺へ封じることに成功、元の時代へ帰る。
再び1995年9月25日の東京、事件の起こる前の悪魔博物館。気を失っていた少年は少女に介抱されていた。起き上がった少年に驚きながらも少女は一緒に笑うが、再び地震が起きる。自信満々な様子で私に任せろと言う少女が聞き覚えのある呪文を唱え、悪魔が再び復活するシーンで物語は幕を閉じる。

## スタッフ
- 脚本：照井啓司
- デザイン：高橋英子、前岩克知、梅原隆弘
- プログラム：橋下友茂、荒木泰介、安間基夫
- 音楽：平澤創
- 制作：菱田達也
- 監督：照井啓司

## 評価
- ゲーム誌「ファミコン通信」の「クロスレビュー」では6・6・7・6の合計25点（満40点）となっている[3]。

- ゲーム誌「ファミリーコンピュータMagazine」の読者投稿による「ゲーム通信簿」での評価は以下の通りとなっており、合計23.5点（満30点）の評価が与えられ、6つの各要素はいずれも3.8点以上の評価を得た。最も点の高い要素はお買い得度の4.3点だった[4]。

| 項目 | キャラクタ | 音楽 | お買得度 | 操作性 | 熱中度 | オリジナリティ | 総合 |
| 得点 | 3.8        | 3.8  | 4.3      | 3.8    | 4.0    | 3.8            | 23.5 |

- お笑いコンビ、爆笑問題の太田光は「あまり知られていない面白かったゲーム」として本作を挙げており、「ディスクシステムの『タイムツイスト』っていうアドベンチャーなんですけど、これは面白かったですよ。主人公がタイムスリップして過去に行くと、必ず歴史上の有名な人物になるんですよ。たとえばジャンヌ・ダルクになったりして、そこで事件を解決すると、別の時代に行って今度はリンカーンになったりするという・・・全然期待してなかったんですけど、これは遊べましたね」と評価している[5]。

## 関連作品
- ふぁみこんむかし話 新・鬼ヶ島
- ふぁみこんむかし話 遊遊記
- 平成 新・鬼ヶ島
- ファミコン文庫 はじまりの森